# R4 (silnik)

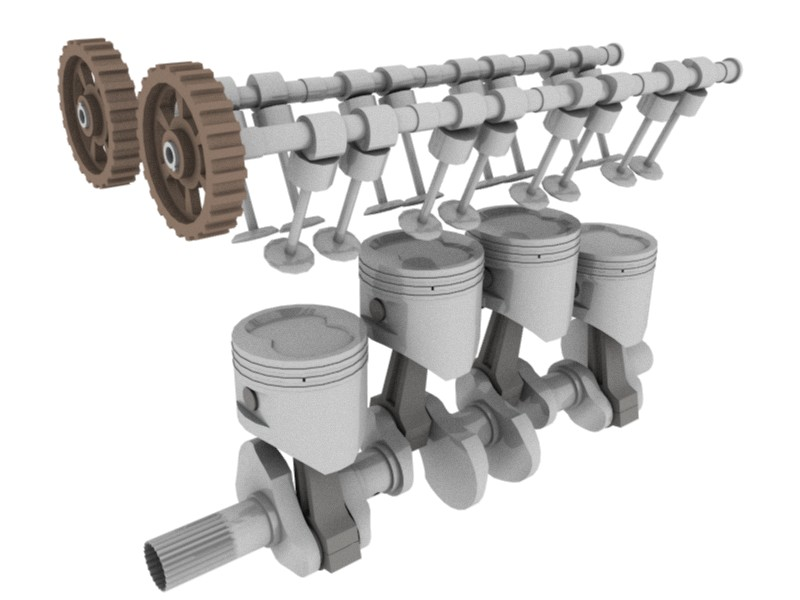
Elementy ruchome silnika R4 (DOHC)

Schemat kinematyczny silnika R4

R4 – oznaczenie rzędowego silnika spalinowego o czterech cylindrach ułożonych w jednym rzędzie. Mogą one być ustawione zarówno w pionie, jak i pod kątem do podłoża. R4 jest najprostszym układem o dobrym wyważeniu – choć całkowite wyrównoważenie występuje jedynie dla sił pierwszego rzędu. Z tego powodu jest często stosowany w samochodach klasy ekonomicznej. Niemniej, w jednostkach mogą występować drgania, wprost proporcjonalne do wielkości silnika, a związane z siłami drugiego rzędu. Z tego powodu, wraz ze wzrostem mocy przechodzi się do układów o większej liczbie cylindrów. Kolejność zapłonów w poszczególnych cylindrach to 1-3-4-2 lub 1-2-4-3.

## Wykorzystanie
Większość współczesnych producentów samochodów osobowych ma w swojej ofercie modele z silnikami R4, jest to najpopularniejsze rozwiązanie używane w tego typu pojazdach, drugi w kolejności jest motor V6. Przed końcem pierwszego dziesięciolecia XXI wieku, wraz z postępującym obniżaniem poziomu emisji spalin i zużycia paliwa, udział 4-cylindrowych jednostek (zwłaszcza R4) na rynku samochodów klasy średniej w USA wzrósł z 30 do 47 %, zmalał w zamian udział mocniejszych jednostek V6.
Układ R4 jest najpopularniejszy przy silnikach o pojemności do 2,4 dm³. Zwykle za granicę praktyczności wykorzystania silników R4 przyjmuje się pojemność 2,7 dm³. Mimo to powstają jednostki większe, jak w Porsche 944, czy w Porsche 968 (oba 3,0 dm³), czy silnik Rolls Royce B40 o pojemności 2838 cm³.
Również Ford A wyposażony był w duży (3,3 dm³) silnik w tym układzie.
Koncern Toyota produkował silniki wysokoprężne w układzie R4 o pojemnościach nawet do 4,1 dm³ (Toyota 15B-FTE). Ten silnik znalazł się w modelu Mega Cruiser.

## Przykłady silników R4
Najmniejszy samochodowy silnik R4 wykorzystany został w kei-carze Mazda Carol – miał pojemność 358 cm³. Jeszcze mniejsze jednostki wykorzystywane były w motocyklach, na przykład Honda CBR250RR – 250 cm³.
Przykłady jednostek napędowych w układzie R4:
- Alfa Romeo Twin Cam – pojemności od 1290 do 1962 cm³, używany między innymi w modelach: Spider, 155 i 164
- BMC A-Series – pojemności od 803 do 1275 cm³, używany w samochodach Mini
- Honda E – pojemności od 995 cm³ do 1,6 dm³, wykorzystany w Hondzie Civic
- Honda F20C – pojemności od 1997 do 2157 cm³, wykorzystany w Hondzie S2000

Jednym z najmocniejszych silników R4 służących do napędu łodzi motorowych jest turbodoładowany wysokoprężny Volvo Penta D4-300. Z pojemności 3,7 l generuje on moc maksymalną 305 KM (224 kW) i maksymalny moment obrotowy na poziomie 700 Nm. Innymi przykładami dużych jednostek R4 są stosowane w samochodach ciężarowych silniki MAN D0834 (4,6 l pojemności, moc 223 KM (164 kW), moment obrotowy 850 Nm) oraz motor stosowany do napędu ciężarówki Hino Ranger (5,1 l, 177 KM/130 kW, 630 Nm), wcześniejsze wersje modelu miały silnik o pojemności 5,3 l.